# 湾岸スキーヤー
「湾岸スキーヤー」（わんがんスキーヤー）は、山下達郎の楽曲。後に少年隊が21枚目のシングルとしてジャニーズ・エンタテイメントから1998年1月28日に8センチCDシングル（JEDN-0003）で発売後、2013年7月3日にマキシシングル（JECN-0319）として再発売された。

## 概要
元々は山下が1993年に、同年にオープンした「ららぽーとスキードームSSAWS」のCMソングとして制作した楽曲である。当時はCD化されなかったが、後に2001年に発売されたコンピレーション・アルバム『山下達郎CM全集 Vol.2』に収録された。ただし山下によるフル・サイズは存在しない。

## 少年隊版

### 解説
本曲はその後、少年隊によるフジテレビ系『長野オリンピック』放送イメージソングの話が持ち上がったことから、アラン・オデイに作曲、秋元康に作詞をそれぞれ依頼。フル・サイズの楽曲として完成、1998年に発売された。なお、カップリング曲はなく、表題曲のカラオケが収録された。
1998年1月30日に「ミュージックステーション」ではJ-FRIENDSがバックダンサーとしてコラボした。

### 収録曲
1. 湾岸スキーヤー
  - 作詞：秋元康、補作詞・作曲：山下達郎・Alan O'Day、編曲：井上鑑、コーラスアレンジ：山下達郎
  - フジテレビ系『長野オリンピック』放送イメージソング[6]
  - 冒頭数秒を除いたギターから歌い出しまでの部分がテレビ宮崎のステーションIDで使われた。
2. 湾岸スキーヤー（オリジナル・カラオケ）

### 映像作品
湾岸スキーヤー
- 1998.1.16,17 TOKYO TAKARAZUKATHEATER
- PLAYZONE'98 5nights
- PLAYZONE1999 Goodbye&Hello
- PLAYZONE2003 Vacation[7]
- PLAYZONE 2005 ～20th Anniversary～ Twenty Years ･･･そしてまだ見ぬ未来へ
- PLAYZONE FINAL 1986-2008〜SHOW TIME Hit Series〜 Change[8]